# Хрещатый (Воронежская область)
Хрещатый — хутор в Кантемировском районе Воронежской области России, находящийся в 6 км от Бугаевки по оврагу Хрещатый. От названия этого оврага и произошло название хутора.
Входит в состав Бугаевского сельского поселения.

## География

### Улицы
- ул. Садовая,
- ул. Солнечная,
- ул. Степная,
- ул. Школьная.

## История
Возник хутор в 1780 году. В 1794 году здесь был 21 двор.
По состоянию на 1995 год, имеется 116 дворов, в которых проживает 291 человек, функционирует школа для детей, работает магазин. 